# Cantonul Juillac
Cantonul Juillac este un canton din arondismentul Brive-la-Gaillarde, departamentul Corrèze, regiunea Limousin, Franța.

## Comune
- Chabrignac
- Concèze
- Juillac (reședință)
- Lascaux
- Rosiers-de-Juillac
- Saint-Bonnet-la-Rivière
- Saint-Cyr-la-Roche
- Saint-Solve
- Vignols
- Voutezac